# ジョイ・ベハー
ジョイ・ベハー（英: Josephine Victoria "Joy" Behar, 1942年10月7日 - ）は、アメリカ合衆国のコメディアン、女優、テレビ司会者。

## 来歴
イタリア系アメリカ人家庭の一人っ子としてニューヨーク市ブルックリン区に生まれる。母親は仕立て屋、父親はコカ・コーラの運転手（トラック・ドライバ）だった。ニューヨーク市立大学クイーンズ校より学士（文学）の学位を授与される。ニューヨーク州立大学ストーニーブルック校より修士（学術）の学位を授与される。
ABCの朝の情報番組『グッド・モーニング・アメリカ』のスタッフを務めたのち、スタンダップコメディアンとしてABCやNBCのテレビ番組に出演するようになる。コメディクラブへの出演も継続する一方で、1987年にはライフタイムでトーク番組の司会を担当するようになった。時を同じくして女優としても活動を始め、NBCのシットコム『Baby Boom』でレギュラーを務めたほか、ウディ・アレン監督の映画『マンハッタン殺人ミステリー』にも出演している。
1997年からはバーバラ・ウォルターズらとともにABCのトーク番組『ザ・ビュー』の共同司会を務め、番組の中心的存在として様々な話題を提供するとともに、多方面のゲストと丁々発止の会話を繰り広げる。2013年に番組を勇退したものの2015年に復帰し、2016年には『ザ・ビュー』特別版として放送されたアメリカ合衆国大統領選挙の開票特別番組の司会も担当した。

## 出演作品

### トーク番組
- ザ・ビュー The View (1997-2013, 2015-) - 共同司会
- The Joy Behar Show (2009-2011) - 司会
- Joy Behar: Say Anything! (2012-2013)
- Late Night Joy (2015)

### テレビドラマ
- スピン・シティ Spin City (2000) - 本人役
- スペースレンジャー バズ・ライトイヤー Buzz Lightyear of Star Command (2001) - 本人役
- 30 ROCK/サーティー・ロック 30 Rock (2007) - 本人役
- アグリー・ベティ Ugly Betty (2009) - 本人役
- ナッシュビル Nashville (2016) - 本人役
- ウディ・アレンの6つの危ない物語 Crisis in Six Scenes (2016) - アン 役

### 映画
- マンハッタン殺人ミステリー Manhattan Murder Mystery (1993) - マリリン 役
- ホール・パス/帰ってきた夢の独身生活＜1週間限定＞ Hall Pass (2011) - ルーシー博士 役
- アイス・エイジ4/パイレーツ大冒険 Ice Age: Continental Drift (2012) - ユーニス 役（声の出演）